# Clan of Xymox
Clan of Xymox, també conegut com a simplement Xymox, és una banda de rock gòtic holandesa formada el 1981 per Ronny Moorings, Anka Wolbert i Pieter Nooten, editant els seus dos primers àlbums a 4AD, abans d'editar el seu tercer i quart àlbum a Wing Records amb un èxit en els Estats Units. Els seus llançaments de la dècada de 1980 inclouen música dance,synthpop i electrònica. La banda encara està activa i continua fent gires i editant discos, però dels compositors originals (Moorings, Wolbert i Nooten), només Moorings roman a la banda avui.

## Discografia
- Clan of Xymox (LP, CD, 4AD, 1985)
- Medusa (LP, CD, 4AD, 1986)
- Twist of Shadows (LP, CD, CS, Wing, 1989)
- Phoenix (LP, CD, CS, Wing Records/Polydor, 1991)
- Metamorphosis (CD, CS, Mogull Entertainment/X-ULT, 1992)
- Headclouds (LP, CD, CS, Zok/Off-Beat, 1993)
- Hidden Faces (CD, Tess, 1997)
- Creatures (CD, Metropolis/Pandaimonium, 1999; re-released, Gravitator, 2006)
- Notes from the Underground, (CD, Metropolis/Pandaimonium, 2001; re-released, Gravitator, 2007)
- Farewell (CD, Metropolis/Pandaimonium, 2003; re-released, Gravitator, 2007)
- Breaking Point (CD, Gravitator/Metropolis/Pandaimonium/Vision Music, 2006)
- In Love We Trust, (CD, Trisol/Metropolis/Gravitator, 2009)
- Darkest Hour, (CD, Metropolis Records 2011)
- Kindred Spirits, (CD, Metropolis Records 2012)
- Matters of Mind, Body & Soul, (CD, Trisol/Metropolis 2014)
- Days of Black, (CD, Trisol/Metropolis 2017)